# 吳惠 (宣德進士)
吳惠（15世紀—15世紀），字孟仁，南直隸蘇州府吳縣洞庭東山人，明朝政治人物。

## 生平
吳惠是永樂二十一年（1423年）癸卯科應天鄉試舉人，宣德二年（1427年）丁未科進士，獲授行人司行人，正統六年（1441年）七月出使占城，在海上遇到颶風，同行者倉皇失措，他卻神色自若，寫下文章祭禱海神，回京後陞任桂林知府，其時義寧峒蠻勾結湖廣苗族人煽亂，三司商議出兵討伐，吳惠上請先行招諭，因此獨自到峒蠻處撫慰，其後武岡州流寇肆虐，宣言推舉義寧峒人為首領，對方畏懼他而自行出訴，盜賊計謀因此失敗，十年後在天順元年（1457年）十二月陞廣東右參政致仕，他個性慷慨，疏財仗義，為官三十年依舊居住同一田廬，每天飲酒賦詩，亦擅長行草。
吳惠的兒子吳鳴翰風流俊逸，為詩文清麗，精於小楷，未考取功名已卒。

## 引用
1. 1 2  光緒《蘇州府志·卷七十九·人物六》：吳惠，字孟仁，洞庭東山人，宣德丁未進士，初洞庭未有登進士者自惠始，授行人，持節使占城，涉海七日遇颶風，同行者倉皇莫措，惠神色不變，為文祭禱海神，而已使還擢桂林知府，時義寧峒蠻結湘苗煽亂，三司議進兵討之，惠請先招諭，乃單車親抵其峒開誠慰撫，蠻遂服。武岡州盜起，宣言推義寧峒為帥，義寧蠻畏惠其主，自出訴武岡盜計遂衰，在郡十年陞廣東參政致仕，惠性慷慨，疏財篤義，居官三十年田廬不改其舊家，居日飲酒賦詩，尤善行草，子鳴翰風流俊逸，詩文清麗，尤精小楷，累困場屋以卒。 姑蘇志
2. ↑  民國《吳縣志·卷十·選舉表二》：舉人 明……（永樂）二十一年癸卯……（吳縣）吳惠 孟仁，見進士
3. ↑  《明英宗睿皇帝實錄·卷八十一》：（正統六年七月）丙午……今特遣正使給事中舒瞳、副使行人吳惠齎敕封摩訶賁該為占城國王以主國事……
4. ↑  《明英宗睿皇帝實錄·卷二百八十五》：（天順元年十二月乙未）陞……知府吳惠為廣東右參政，支正三品俸……